# Mistrzostwa Barbadosu w Lekkoatletyce 2013
Mistrzostwa Barbadosu w Lekkoatletyce 2013 – zawody lekkoatletyczne, które odbyły się w Bridgetown między 21 a 23 czerwca.

## Wybrane rezultaty

### Mężczyźni
| Konkurencja:               | 1. miejsce       | Rezultat     |
| Bieg na 100 m              | Ramon Gittens    | 10,18        |
| Bieg na 200 m              | Ellis Burkheart  | 20,65 PB     |
| Bieg na 400 m              | Fabian Norgrove  | 47,06 PB     |
| Bieg na 800 m              | Fabian Norgrove  | 1:53,34 PB   |
| Bieg na 110 m przez płotki | Ryan Brathwaite  | 13,25        |
| Bieg na 400 m przez płotki | Kion Joseph      | 51,31 NJR PB |
| Skok wzwyż                 | Henderson Dottin | 2,10         |
| Skok w dal                 | Lutalo Boyce     | 7,76 PB      |
| Tróskok                    | Barry Batson     | 15,70        |
| Rzut oszczepem             | Janeil Craigg    | 67,52        |

### Kobiety
| Konkurencja:               | 1. miejsce      | Rezultat   |
| Bieg na 100 m              | Jade Bailey     | 11,59      |
| Bieg na 200 m              | Ariel Jackson   | 23,48 PB   |
| Bieg na 400 m              | Sadé Sealy      | 53,05      |
| Bieg na 800 m              | Shani Adams     | 2:14,56 PB |
| Bieg na 100 m przez płotki | Kierre Beckles  | 13,34      |
| Bieg an 400 m przez płotki | Tia Adana Belle | 59,79      |
| Skok w dal                 | Jalisa Burrowes | 5,80 PB    |